# 岩手県警察
岩手県警察（いわてけんけいさつ）は、岩手県が設置した警察組織。岩手県内を管轄区域とし、岩手県警と略称する。警察法上、岩手県公安委員会の管理を受けるが、給与支払者は岩手県知事である。警察庁東北管区警察局の管理を受ける。本部所在地は盛岡市内丸8-10。

## 沿革
- 1954年（昭和29年）7月1日 - 新警察法施行に伴い、国家地方警察岩手県本部と、盛岡市警察などの自治体警察が再編成され、岩手県警察発足。
- 1966年（昭和41年）4月1日 - 交通部を新設。警備部より交通第一課・交通第二課を移管。
- 1982年（昭和57年）4月1日 - 防犯部を新設。刑事部より防犯課・外勤課を移管（防犯課は防犯少年課・生活保安課に分課）。交通部交通規制課に交通管制センターを附置。
- 2013年8月20日 - 都道府県警察で初めて、女性警察官を本部長に任じる。

## 本部組織
- 警務部
  - 総務課
    - 秘書係
    - 総務企画係
    - 公安委員会補佐室
      - 公安委員会係

  - 警務課
    - 警務調査官
    - 人事調査官
    - 給与調査官
    - 庶務係
    - 電話交換係
    - デジタル化推進係
    - 人事係
    - 採用係
    - 給与係
    - 取調べ監督室
      - 取調べ監督係

    - 企画室
      - 企画係

    - 自動車整備工場
      - 装備係
      - 整備係

  - 留置管理課
    - 企画指導係
    - 企画管理係
    - 護送係
    - 留置管理第一班
    - 留置管理第二班
    - 留置管理第三班

  - 人財育成課
    - 企画指導係
    - 術科指導係

  - 県民課
    - 広報官
    - 情報公開係
    - 文書係
    - 広報係
    - 音楽隊
      - 音楽隊係

    - 被害者支援室
      - 被害者支援係

    - 警察安全相談室
      - 警察安全相談係

  - 会計課
    - 会計調査官
    - 調度係
    - 予算係
    - 出納第一係
    - 出納第二係
    - 施設整備室
      - 施設企画係
      - 管財係
      - 営繕・設備係

    - 指導監査室
      - 指導監査第一係
      - 指導監査第二係

  - 厚生課
    - 厚生調査官
    - 共済調査官
    - 共済係
    - 出納係
    - 健康管理係
    - 福利厚生係
    - 生活相談係

  - 監察課
    - 訟務調査官
    - 訟務・表彰係
    - 監察係

  - 情報管理課
    - 情報管理調査官
    - 電算企画係
    - IT推進係
    - 電算開発係
    - 照会センター
      - 照会センター係

- 生活安全部
  - 生活安全企画課
    - 生活安全調査官
    - 庶務係
    - 被害者支援係
    - 生活安全企画係
    - 安全・安心まちづくり推進室
      - 犯罪抑止対策係

    - 特殊詐欺対策室
      - 特殊詐欺対策係

    - 許可等事務指導室
      - 営業係
      - 危険物係

  - 地域課
    - 地域調査官
    - 地域企画係
    - 地域実務指導室
      - 地域実務指導係

    - 自動車警ら隊
      - 管理係
      - 警ら第一班
      - 警ら第二班
      - 警ら第三班
      - 警ら第四班
      - 警ら第五班
      - 警ら第六班

    - 鉄道警察隊

  - 通信指令課
    - 企画・管理係
    - 指令第一係
    - 指令第二係
    - 指令第三係

  - 人身安全少年課
    - 人身安全対策官
    - 少年事件指導官
    - 管理係
    - 人身安全対策第一係
    - 人身安全対策第二係
    - 子ども・女性安全対策係
    - 少年企画係
    - 少年事件係
    - 少年サポートセンター
      - 少年相談係
      - 補導育成係

  - 生活環境課
    - 生活環境調査官
    - 管理係
    - 生活経済係
    - 生活経済特捜第一係
    - 生活経済特捜第二係
    - 環境特捜係
    - 風俗特捜係

  - サイバー犯罪対策課
    - サイバーセキュリティ対策官
    - 管理係
    - サイバーセキュリティ対策係
    - サイバー犯罪対策係
    - サイバー犯罪特捜第一係
    - サイバー犯罪特捜第二係
    - サイバー犯罪特捜第三係

- 刑事部
  - 刑事企画課
    - 刑事指導官
    - 取調べ指導官
    - 通信傍受指導官
    - 庶務係
    - 被害者支援係
    - 企画係
    - 指導係
    - 公判対応係
    - 刑事特別捜査係
    - 刑事部沿岸BTS

  - 捜査支援分析課
    - 捜査共助係
    - 捜査支援分析第一係
    - 捜査支援分析第二係
    - 先端技術導入班
    - 犯罪統計・システム係

  - 捜査第一課
    - 性犯罪捜査指導官
    - 広域捜査官
    - 管理係
    - 強行犯第一係
    - 強行犯第二係
    - 性犯罪捜査指導係
    - 特殊犯第一係
    - 特殊犯第二係
    - 強行・特殊・盗犯特捜係
    - 盗犯係
    - 検視官室
      - 検視係

  - 捜査第二課
    - 知能犯捜査指導官
    - 管理係
    - 知能犯係
    - 選挙係
    - 告訴・財務特捜係
    - 知能犯特捜係

  - 組織犯罪対策課
    - 組織犯罪対策指導官
    - 意見聴取官
    - 国際犯罪捜査情報官
    - 保護対策官
    - 管理係
    - 組織犯罪対策第一係
    - 組織犯罪対策第二係
    - 指導係
    - 組織犯罪特捜第一係
    - 組織犯罪特捜第二係
    - 国際犯罪対策係
    - 特殊詐欺捜査係

  - 鑑識課
    - 庶務係
    - 企画指導係
    - 写真係
    - 足痕跡係
    - 指紋係
    - 機動鑑識隊
      - 機動鑑識第一班
      - 機動鑑識第二班
      - 機動鑑識第三班

  - 科学捜査研究所
    - 科学捜査研究官
    - 庶務係
    - 管理係
    - 法医係
    - 心理係
    - 文書係
    - 物理係
    - 化学係

  - 機動捜査隊
    - 庶務係
    - 管理係
    - 特命捜査係
    - 直轄第一班
    - 直轄第二班
    - 直轄第三班
    - 県南分駐隊第一班
    - 県南分駐隊第二班
    - 県南分駐隊第三班

- 交通部
  - 交通企画課
    - 交通調査官
    - 被害者支援係
    - 企画係
    - 高齢者安全対策係
    - 安全係
    - 交通事故分析係

  - 交通規制課
    - 交通管制官
    - 庶務係
    - 規制第一係
    - 規制第二係
    - 規制第三係
    - 管理係
    - 安全施設第一係
    - 安全施設第二係
    - 安全施設第三係
    - 交通管制センター
      - 管制係

  - 交通指導課
    - 交通事故事件捜査統括官
    - 庶務係
    - 指導管理係
    - 放置駐車係
    - 指導取締係
    - 事件指導係
    - 事件捜査係
    - 交通鑑識係
    - 反則通告センター
      - 反則通告センター係

  - 運転免許課
    - 交通聴聞官
    - 庶務係
    - 企画係
    - 行政処分係
    - 登録審査係
    - 適正検査係
    - 教習所係
    - 講習係
    - 免許・試験係
    - 自動車運転免許試験場
      - 盛岡運転免許センター
        - 免許・試験係
        - 安全運転相談係

      - 県南運転免許センター
        - 免許・試験・講習係
        - 安全運転相談係

      - 沿岸運転免許センター
        - 免許・試験・講習係
        - 安全運転相談係

      - 県北運転免許センター
        - 免許・試験・講習係
        - 安全運転相談係

  - 交通機動隊
    - 庶務係
    - 企画指導係
    - 直轄隊
    - 県南分駐隊
    - 沿岸分駐隊
    - 県北分駐隊

  - 高速道路交通警察隊
    - 高速道路交通調査官
    - 庶務係
    - 管理係
    - 被害者支援係
    - 直轄隊第一班
    - 直轄隊第二班
    - 直轄隊第三班
    - 西根分駐隊第一班
    - 西根分駐隊第二班
    - 西根分駐隊第三班
    - 安代分遣班
    - 北上分駐隊第一班
    - 北上分駐隊第二班
    - 北上分駐隊第三班
    - 釜石分駐隊
    - 東和分遣班
    - 宮古分駐隊
    - 久慈分駐隊
    - 一戸分駐隊

- 警備部
  - 公安課
    - 警備指導官
    - 情報分析官
    - 庶務係
    - 被害者支援係
    - 企画総務係
    - 企画第一係
    - 企画第二係
    - 資料係
    - 情報第一係
    - 情報第二係
    - 事件・サイバー攻撃対策係
    - 外事・国際テロ対策室
      - 外事係
      - 国際テロ対策係

  - 警備課
    - 警備管理官
    - 庶務係
    - 国民保護計画係
    - 警備実施係
    - 警護対策室
      - 警護第一係
      - 警護第二係

    - 災害対策室
      - 災害対策係
      - 危機管理係

    - 警察航空隊
      - 運航係
      - 整備係
      - 企画係
      - 特務係

  - 警衛対策課
    - 警衛対策官
    - 警衛庶務係
    - 警衛総務係
    - 警衛実施係
    - 警衛交通係

  - 機動隊
    - 庶務係
    - 管理係
    - 第一小隊
    - 第二小隊
    - 第三小隊

- 岩手県警察学校
  - 術科調査官
  - 庶務係
  - 教務第一係
  - 教務第二係
  - 指導係
  - 術科第一係
  - 術科第二係
  - 術科第三係

## データ
2018年4月現在。
- 警察署 - 16
- 幹部交番 - 4
- 交番 - 39
- 駐在所 - 155
- 警備派出所 - 1
- 警察官 - 2153人
- 一般職員 - 319人
- パトカー - 約280台
- 白バイ - 約40台
- 警備艇 - 2隻
  - 岩1 さんりく 大船渡 17m型 2012/1/17-
  - 岩2 第2さんりく 宮古 17m型 2015/1/6-
  - (退役) 岩2 第2さんりく 宮古 20m型 1994-2015
- ヘリコプター - 1機（SUBARU ベル 412EPX）

## 警察署
- 警察署数は16。
  - 警察署長の階級は盛岡東警察署のみ警視正で、そのほかの警察署は警視。
  - 2018年（平成26年）4月1日、水沢警察署と江刺警察署が統合し、奥州警察署が発足。旧水沢警察署庁舎が奥州警察署となり、江刺警察署は奥州警察署江刺幹部交番となった。
- 警察車両ナンバー地名表記は以前は全て「岩手」だったが、2014年（平成26年）11月17日より岩手県下でも「ご当地ナンバー」制度が導入された。これに伴い盛岡東・盛岡西・紫波3署管内登録車には「盛岡」ナンバーが、奥州(導入当時は水沢と江刺)・一関・千厩3署管内登録車には「平泉」ナンバーがそれぞれ交付され、これら警察署に配置されている車両は今後の更新時に「盛岡」及び「平泉」ナンバーへと置き換わった[注 1]。

| ※    | 地域 | 地域       | 警察署             | 所在地                   | 管轄区域                                                                                 |
| ---- | ---- | ---------- | ------------------ | ------------------------ | ---------------------------------------------------------------------------------------- |
| 盛岡 | 県央 | 盛岡       | 盛岡東警察署       | 盛岡市内丸               | 盛岡市の一部（北上川以東・雫石川以南、玉山地域）                                         |
| 盛岡 | 県央 | 盛岡       | 盛岡西警察署       | 盛岡市青山三丁目         | 盛岡市の一部（北上川以西・雫石川以北・繋の各地区）、滝沢市                               |
| 岩手 | 県央 | 盛岡       | 盛岡西警察署       | 盛岡市青山三丁目         | 岩手郡雫石町                                                                             |
| 岩手 | 県央 | 盛岡       | 岩手警察署         | 岩手郡岩手町大字五日市   | 岩手郡岩手町、葛巻町                                                                     |
| 盛岡 | 県央 | 盛岡       | 岩手警察署         | 岩手郡岩手町大字五日市   | 八幡平市                                                                                 |
| 盛岡 | 県央 | 盛岡       | 紫波警察署         | 紫波郡紫波町桜町字大坪   | 紫波郡紫波町・矢巾町                                                                     |
| 平泉 | 県南 | 胆江       | 奥州警察署         | 奥州市水沢真城字北塩加羅 | 奥州市、胆沢郡金ケ崎町                                                                   |
| 平泉 | 県南 | 両磐       | 一関警察署         | 一関市山目字三反田       | 一関市の一部（北上川以西：旧市域・旧花泉町域）、西磐井郡平泉町                           |
| 平泉 | 県南 | 両磐       | 千厩警察署         | 一関市千厩町千厩字石堂   | 一関市の一部（北上川以東：旧千厩町・旧東山町・旧大東町・旧藤沢町・旧川崎村・旧室根村域） |
| 岩手 | 県南 |            | 花巻警察署         | 花巻市下小舟渡           | 花巻市                                                                                   |
| 岩手 | 県南 | 北上警察署 | 北上市九年橋三丁目 | 北上市、和賀郡西和賀町   |                                                                                          |
| 岩手 | 県南 | 閉伊       | 遠野警察署         | 遠野市東穀町             | 遠野市                                                                                   |
| 岩手 | 沿岸 | 閉伊       | 釜石警察署         | 釜石市中妻町             | 釜石市、上閉伊郡大槌町                                                                   |
| 岩手 | 沿岸 | 閉伊       | 宮古警察署         | 宮古市松山               | 宮古市、下閉伊郡山田町                                                                   |
| 岩手 | 沿岸 | 閉伊       | 岩泉警察署         | 下閉伊郡岩泉町岩泉字太田 | 下閉伊郡岩泉町・田野畑村                                                                 |
| 岩手 | 沿岸 | 気仙       | 大船渡警察署       | 大船渡市盛町字下舘下     | 大船渡市、陸前高田市、気仙郡住田町                                                       |
| 岩手 | 県北 | 久慈       | 久慈警察署         | 久慈市門前               | 久慈市、九戸郡洋野町・野田村、下閉伊郡普代村                                             |
| 岩手 | 県北 | 二戸       | 二戸警察署         | 二戸市金田一字上田面     | 二戸市、二戸郡一戸町、九戸郡軽米町・九戸村                                               |

## 信号機の特徴
岩手県は寒冷地域ではあるものの、日本海側ほど積雪量は多くない。このため車両用の信号機は県内全域で横型を採用しており（八幡平市安代地区も含め）、縦型は（豪雪地帯である）秋田県寄りの西和賀町や、狭い道路の交差点で用いられる程度である。
メーカーはコイト電工・京三製作所・日本信号・信号電材・オムロン・松下通信工業（現：パナソニックモバイルコミュニケーションズ）が主体だが、近年は星和電機製のLED信号機も採用し始めている。
従来より設置されている樹脂製灯器は青森県警・秋田県警・山形県警・愛知県警・奈良県警・大阪府警等が採用しているのと同タイプである。これに対しLED灯器は全て金属製であり、愛知県警のような樹脂LEDはない。
なお、岩手県警の場合、灯器の裏側（銘板=メーカーズプレートの隣）に製造年を示すアルファベット2文字が（ボールドあるいはゴシック体で）書かれたシールが貼られている（'98年以降製造の灯器より表示、II='98年製、IH='99年製、ZZ=2000年製、ZA=2001年製、ZB=2002年製、ZC=2003年製、ZD=2004年製、ZE=2005年製、ZF=2006年製、ZG=2007年製、ZH=2008年製）。
音響式信号機（視覚障害者用交通信号付加装置）は設置費用の一部が1978年以来毎年12月24・25両日にIBCラジオで放送されている「ラジオ・チャリティー・ミュージックソン」の募金で賄われており、それにより設置された音響信号機には「IBCラジソン通りゃんせ基金より贈呈」と書かれた青色ステッカーが貼られている。

## パトカー主要車種
自動車警ら・交通機動・高速隊用パトカーは大半がトヨタ・クラウン（170型）・ゼロクラウン（180型）や日産・クルー（トランク蓋上部に「岩手県警察」と表記）、ミニパトは主に日産・キューブやスズキ・スイフト・ワゴンR、トヨタ・プラッツ・プリウス、事故処理車はトヨタ・ハイエース（一般道路用）やランドクルーザー（高速隊用）等が多く用いられている。捜査用車両では日産・エルグランド・ティアナ・キャラバン、トヨタ・アルファード・ノア・ハイエース、ホンダ・ステップワゴンなどが用いられている。

## その他
- 現在の岩手県庁舎には、当初県警本部が置かれていた。その後、現在の庁舎に移転している。
- 2002年に完成した盛岡東警察署庁舎は県警との合同庁舎となっており、交通管制センターやヘリポートなどが置かれている。
- 日常活動・訓練風景を消防・救助隊活動と併せて取り上げた単発特番「暮らしの安全最前線～岩手県警・消防24時」がIBCテレビで年に2回程度放送されている。

## 警察歌
- 「岩手県警察歌」[1]
  - 作詞：脇太一
  - 作曲：千葉了道

## キャラクター
- 「風ぴかぽ」、「雨ぴかぽ」
- かつては池野恋デザインの「雉のケン太くん」と「安全のぞみちゃん」が使用されていた。

## 不祥事
- 2006年9月4日 - 盛岡城跡公園（旧・岩手公園）内のトイレで、盛岡東警察署勤務の巡査が頭から血を流して倒れているのを清掃員らが発見。巡査は搬送先の病院で死亡、拳銃により自殺を図ったとみられる。
- 2009年9月 - 不正経理が発覚。
- 2009年11月 - 不正経理事件で現本部長・元本部長、警務部長、同部長経験者、各本部部長、会計課長、監察課長、北上警察署長等の職員が減給・訓戒などの処分を受けた。
- 2009年11月23日 - 県警本部生活安全部参事官兼地域課長の警視が、酒気帯び運転をした上衝突事故を起こしたとして道路交通法違反の現行犯で逮捕された。12月になり県警はこの警視を懲戒免職処分とした。
- 2011年9月17日 - 盛岡西署警察の警部補が、同署1Fのトイレで頭から血を流して死んでいるのを同僚が発見。拳銃による自殺とみられる。[2]
- 2012年10月下旬 - 県警警察航空隊航空係長を務める男性警部補が、ヘリコプターに関する研修を、実際には2日間しか受けていないにもかかわらず、正規日数の3日間受講していたかのように装って、県警から受講料や東京までの旅費計20数万円を騙し取ったとして、2013年11月4日に詐欺容疑で逮捕された[3]。
- 2013年2月8日 - 盛岡東警察署の巡査が酒気帯び運転のうえ、事故を起こして、県警は懲戒免職とした[4]。
- 2013年12月12日 - 12日夜、県警本部警備部の男性機動隊小隊長（36歳）が盛岡市厨川の市道で飲酒運転し、事故を起こした。男性機動隊小隊長の車は路面でスリップし、ガードロープに衝突。その後、道路を挟み反対側の市営アパート駐車場のフェンスを突き破り、止まっていた乗用車に衝突し停止した。乗用車の持ち主の女性が110番通報し、駆けつけた警察官の検査で呼気からアルコールが検出され現行犯逮捕[5]。
- 2015年5月29日 - 29日付けで、酒気帯び運転で法定速度の倍以上の129キロで走る速度違反をしたとして道路交通法違反の疑いで、男性警察職員を盛岡地方検察庁遠野支部に書類送検し、懲戒免職にしたと発表した[6]。
- 2017年11月3日 - 警察本部警務部情報管理課の事務職員（当時30歳）が、同年9月1日の夜、盛岡市内の自転車に乗っていた20代の女性を自転車で追い越す際、女性の胸を触った疑いで2019年11月2日に強制わいせつ容疑で逮捕された。なお、取調べに対して「触ったと思う。被害者には謝りたい」と自供しているとのこと。
- 2019年1月28日 - 盛岡東警察署の警察官（20代）が、当直勤務中に自殺とみられる状況で死亡していたのが同僚に見つかった。拳銃は使われていなかった[7]。
- 2021年7月30日 - 警察本部警務部情報管理課の事務職員（27歳）が、同年2月上旬、インターネットを使用し、密売されていた大麻を注文、購入し、自宅で受け取った麻薬特例法の疑いで逮捕された。取調べに対して容疑を認め「大変申し訳ございません」と自供。その後、事務職員の自宅を家宅捜索した結果乾燥大麻44gが見つかり、同年8月19日に再逮捕。盛岡地方検察庁は8月19日、事務職員を大麻取締法違反の罪で起訴。
- 2021年11月12日〜12月18日頃 - 奥州署警務課の男性巡査部長（35歳）が、留置場で拘留中の20代女性に内規に反して嗜好品を提供したほか、複数回にわたって女性を居室の外に連れ出し留置場内の押し入れでわいせつ行為に及んだ。巡査部長は特別公務員暴行陵虐罪に問われ懲戒免職。[8]また、この件に関し2022年3月24日には、留置場の鍵を適切に管理していなかったなどとして、関係する署員17人も減給や訓戒の処分を受けている。[9]
- 2022年2月16日 - 岩手県内の警察署に勤める男性巡査（20代）が、留置人に対し恐怖を与える言動を取り、3月30日付けで本部長注意の処分を受けた。[9]
- 2023年8月 - 県内の警察署に勤務する男性警部（50代）が、署内で女性職員の腕などを触るセクハラを複数回行い、本部長訓戒の処分を受けた。[10]
- 2023年10月13日、県内の警察署に勤務する警部補（40代）が、制限速度60km/hの一般道を30km/hオーバーの90km/hで走行、取締中の警察官にスピード違反で検挙され、本部長注意の処分を受けた。[10]
- 2023年11月、男性巡査（20代）が寮を無断で抜け出し所属長注意の処分を受けた。「警察官をやめる決意で抜け出した」と話しており、依願退職した。[11]
- 2024年2月27日 - 岩手県警本部の巡査部長（30代）が、泥酔状態で他人の住宅敷地内に立ち入り、本部長注意の処分を受けた。退職はしていない。[11]
- 2024年3月29日 - 県内の警察署に勤務する男性巡査（20代）が、元交際相手の男性に不正な職務質問を行い、個人情報などを入手した。男性からの抗議により減給・懲戒処分を受け書類送検されたが、3月28日付で依願退職した。[12]
- 2024年4月24日 - 岩手県警勤務の男性巡査部長（60代）が、部下に暴言を複数回繰り返すパワハラ行為をしたとして本部長注意の処分を受けた。巡査部長は3月31日付で退職。[13]
- 2024年6月28日 - 県内の警察署に勤務する男性警部補（50代）が、勤務中に見つけた古銭などを適正な処理を経ずに横領した。内部からの情報で発覚し、占有離脱物横領の疑いで書類送検。11日付で訓戒処分とし、同日付で辞職。[14]